# Universidad Metropolitana de Ciencias de la Educación
La Universidad Metropolitana de Ciencias de la Educación (UMCE) es una universidad tradicional y estatal perteneciente al Consejo de Rectores de las Universidades Chilenas y es una de las dieciséis universidades del Consorcio de Universidades Estatales de Chile.
Su origen es el Instituto Pedagógico creado el 29 de abril de 1889, dentro de la Universidad de Chile, como una institución pionera en la formación de profesores capacitados. Anteriormente la formación de profesores de educación básica se hacía por las escuelas normales. Es la cuarta universidad más antigua de Chile después de la Universidad de Chile (1843), la Universidad de Santiago de Chile (1848) y la Pontificia Universidad Católica de Chile (1888).
Durante la dictadura militar, en 1981, se promulgó el DFL N.º 7 que dio origen a la Academia Superior de Ciencias Pedagógicas de Santiago (ASCP), a partir del Instituto Pedagógico de la Universidad de Chile en Santiago. La UMCE fue creada mediante la Ley N.° 18.433 publicada en el Diario Oficial el 4 de septiembre de 1985, como sucesora y continuadora legal de la ASCP, sus estatutos fueron establecidos mediante el DFL N.° 1 del Ministerio de Educación, los que fueron publicados el 23 de abril de 1986.
Actualmente se encuentra acreditada por la Comisión Nacional de Acreditación (CNA-Chile) por un período de 4 años (de un máximo de 7), desde septiembre de 2023 hasta septiembre de 2027.Figura en la posición 40 dentro de las universidades chilenas según la clasificación webométrica SCImago Institutions Rankings (SIR) 2024.Está en la posición 39 según el ranking de Webometrics 2024.

## Historia

### Antecedentes

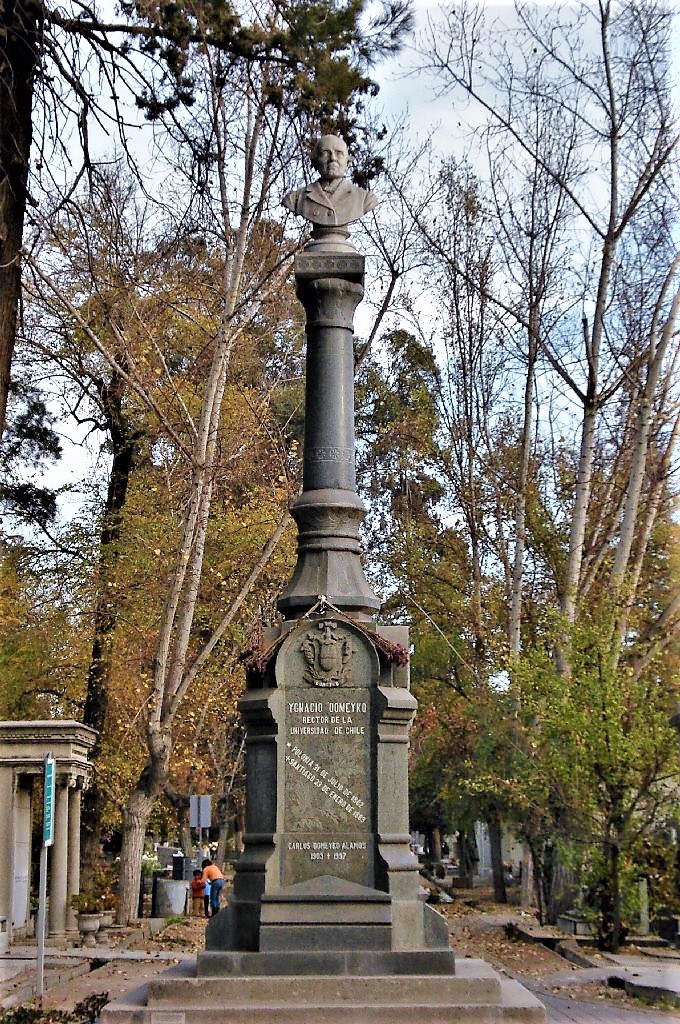
Ignacio Domeyko, científico chileno-polaco y profesor del Instituto Nacional de Chile, fue el primer intelectual en señalar la necesidad de una institución dedicada a la ciencia de la pedagogía.

Ignacio Domeyko, científico y profesor del Instituto Nacional General José Miguel Carrera manifiesta por primera vez -durante un seminario de en el año 1842- la necesidad cambiar el sistema de educación en Chile, inspirado en los modelos que se estaban implantando en Europa en donde se estaba empezando a desarrollar una nueva ciencia: la pedagogía. En aquella época, Domeyko era un joven inmigrante cuyas lecciones universitarias en los alrededores de su patria, particularmente en París, Francia, fueron la base del proyecto que intentó emprender en Latinoamérica.
La propuesta del profesor polaco, nacionalizado chileno, fue que se creara una escuela normal similar a una que él mismo había conocido de la mano del filósofo francés Victor Cousin. En este proyecto, usando una decena de las becas que eran otorgadas desde el gobierno liberal de Francisco Antonio Pinto y Díaz de la Puente al Instituto Nacional en 1829, alumnos capitalinos y de regiones, pudieran estudiar y hospedarse en un departamento especial del liceo por dos años repasando los estudios que ya habían sido impartidos en sus escuelas, para luego especializarse en el área que más les interesase por otros dos años más en la universidad.
El informe presentado por Domeyko fue defendido por el rector institutano Antonio Varas y el gobierno dispuso tres becas para alumnos que aspirasen a ser profesores y se comprometieran a desempañarse en el Liceo de Concepción y de Coquimbo. Sin embargo, la iniciativa no rindió los frutos que se esperaban, ya que:

Los estudios pedagógicos que habían de habilitar para el ejercicio del profesorado eran mas o menos tan largos como los que habilitaban para el desempeño de las otras carreras liberales; y en estas condiciones, no había alumnos sobresalientes que quisieran comprometerse a abrazar una profesión tan mal remunerada cuando en el mismo lapso podían prepararse para seguir otras más lucrativa.
Valentín Letelier, El Instituto Pedagógico (1895)

Diego Barros Arana, filósofo e historiador, asume la rectoría del Instituto Nacional entre 1863 y 1872. Notando desde un primer momento la poca preparación del profesorado chileno, se percató, además, que incluso bajo la dirección de esta institución, que disponía de los mejores docentes nacionales (entre ellos destacaban los profesores Amunátegui, Vendel-Heyl, Lobeck, Pizarro), la enseñanza resultaba tosca y no tenía la didáctica que él consideraba necesaria. En este periodo crearía una fallida Agrupación de Profesores.
Muchos intelectuales fueron educados por este historiador (que antes de hacer ser rector, fue profesor desde 1838 en la que además es su alma mater), durante la etapa escolar, entre los que destaca Valentín Letelier, el principal gestor intelectual del Instituto Pedagógico, quien escribió a fines del siglo XIX que él y sus compañeros se sintieron «fuertemente conmovidos» con la forma de educar de Arana, que «nunca dejó de visitar las salas de clases ni a los alumnos», preocupado en todo momento de «no ser un simple ministro de fe encargado de certificar un determinado hecho, si no de excitar, interesar y guiar las inteligencias educandas».

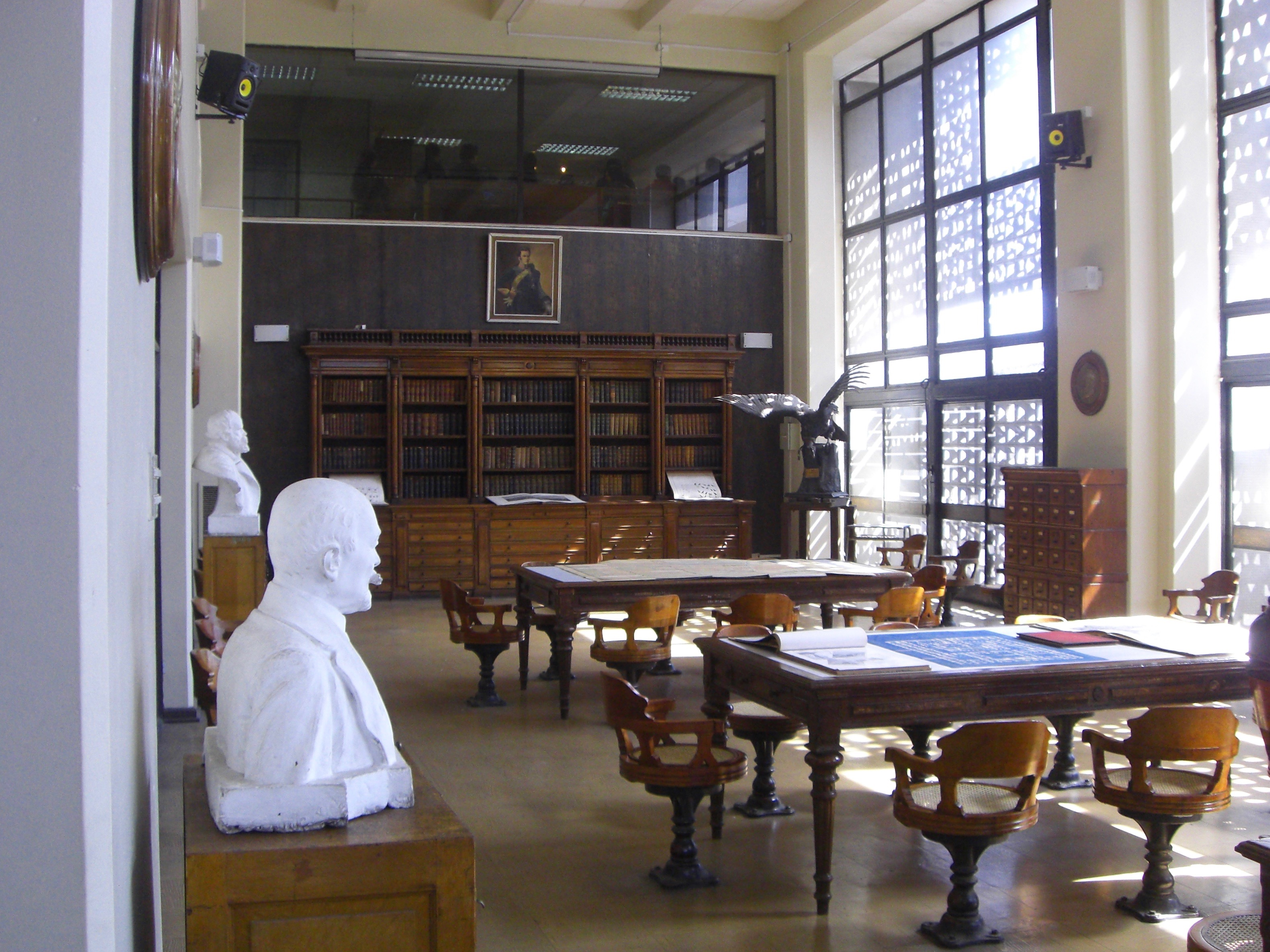
El Instituto Pedagógico de Chile se pensó en un comienzo como un departamento independiente anexado al prestigioso Instituto Nacional General José Miguel Carrera.

Su creación fue defendida por numeroso estadistas y docentes, entre los que se distinguía don Valentín Letelier quien defendió con tanta entereza el Pedagógico que llegó a afirmar que Suprimirlo es imposibilitar la formación del profesorado chileno; es hacernos perpetuos tributarios de la pedagogía extranjera. Sobre todo influido por la ya mencionada experiencia que tuvo con Barros Arana durante sus estudios básicos:

En Chile es creencia general que cualquier ingeniero puede ser un buen profesor de matemáticas, que todo médico es competente en las ciencias naturales, y que la enseñanza de las humanidades se pone en buenas manos cuando se la encomienda a los abogados. Es este un gravísimo error porque lo mas propio para aquilatar la idoneidad de un profesor no es su saber, es su didáctica.
Valentín Letelier, El Instituto Pedagógico (1895)

Manuel Montt intentaría retomar la idea original de Domeyko de anexar el hipotético Instituto Pedagógico al Instituto Nacional, que otorgaría 20 becas para aspirantes a profesores, pero al hacer esto sería inevitable la absorción del antiguo establecimiento por el nuevo, como ya había pasado antes cuando el Liceo A0 desarmó la totalidad del inmueble y cuerpo académico de la Real Universidad de San Felipe el año 1813, por lo que la idea fue desechada.

### Fundación
En 1888, durante el gobierno del presidente liberal José Manuel Balmaceda, el ministro de Justicia, Culto e Instrucción Pública (equivalente al actual Ministerio de Educación) Federico Puga Borne -al igual que Letelier, un exinstitutano y exalumno del profesor Arana- construye el decreto de formación del Instituto Pedagógico de la Universidad de Chile, que resguardó el presupuesto que permitió darle vida al proyecto luego de 40 años de espera. La suma era de cuarenta mil pesos chilenos, y fue firmado el año siguiente por el nuevo ministro Julio Bañados Espinosa el 29 de abril de 1889.
El ministro Bañados contactó a Valentín Letelier y Claudio Matte, que fueron miembros de la delegación chilena en Alemania entre 1883 y 1885 donde estudiaron el sistema alemán de educación (Matte sirvió como traductor para Letelier, ya que era el único que manejaba el lenguaje alemán) para implementarlo en la institución. Más tarde, los futuros profesores serían precisamente alemanes.
El pedagógico nació como internado, gratuito y con la obligación de brindar casa, alimento y pensión a los becarios. La educación se dividió en dos ejes: humanidades y ciencias. Humanidades fue separado en cuatro cursos de: castellano/latín, francés/griego, inglés/alemán e historia/geografía. Mientras que ciencias sería dividido en matemáticas y ciencias naturales.
Letelier supo encauzar y cimentar las aspiraciones en un establecimiento de renombre internacional que llevó el nombre de Instituto, ya que fue creada al alero de la prestigiosa Universidad de Chile, pero con una moderna constitución que propiciaba la investigación y la docencia en temas relacionados con la pedagogía, tal cual se usaba en las universidades e institutos europeos como el Instituto de Estudios Políticos de París o los Colleges de la Universidad Cambridge. Este modelo sirvió de ejemplo no solo en Chile, donde la Universidad de Concepción destacó con un departamento de formación de profesores creado en 1919 con los mismos lineamientos de El peda, sino también en Latinoamérica completa. Serían pioneros en formación pedagógica en el continente. Las labores del Instituto Pedagógico fueron tan importantes que cerca del 80% de los docentes chilenos eran formados en estas aulas, llegando a considerarse como uno de los más prestigiosos centros de formación docente en América. Numerosas Misiones Pedagógicas fueron destinadas a formar nuevos Centros Pedagógicos en otros países como Venezuela y Costa Rica.

### Primer cuerpo académico del Pedagógico

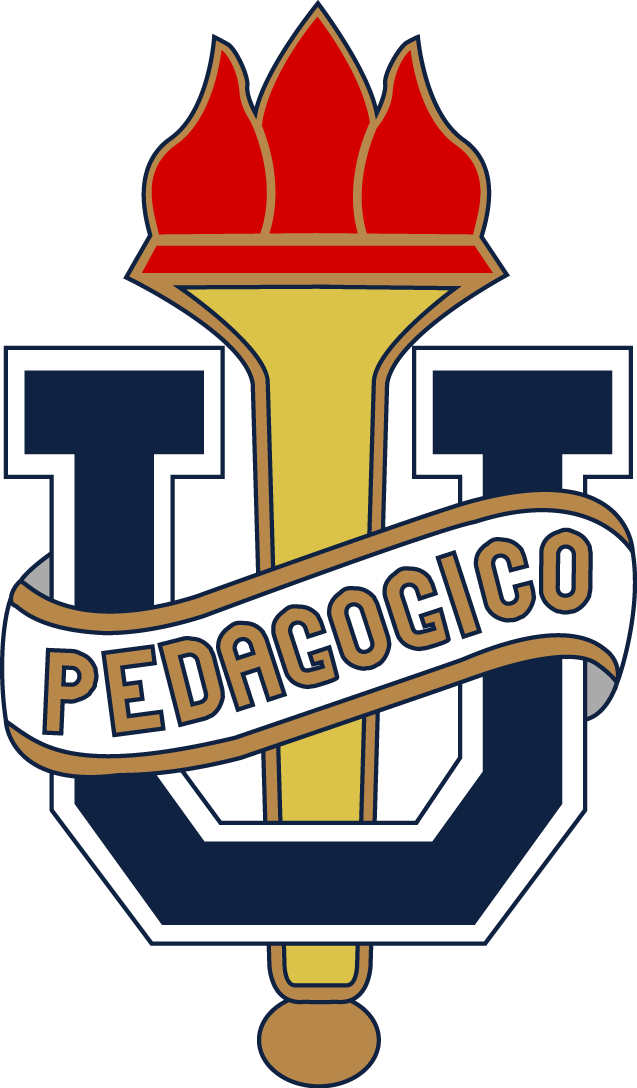
Insignia del Instituto Pedagógico de la Universidad de Chile.

El ministro Puga encargó por primera vez en 1888 al embajador de Chile en Berlín, Domingo Gana Cruz, seis profesores de educación superior: uno de filosofía, un segundo de historia y geografía, un tercero de filología, un cuarto de matemáticas, un quinto de ciencias físicas y un último de ciencias naturales. Así el embajador comprendió que de su desempeño dependía el futuro del pedagógico, que para los fundadores de la institución, fue idóneo.
Fue contratado un selecto grupo de docentes alemanes de amplia experiencia quienes con dedicación exclusiva pudieron crear sus cátedras y dedicarse a la investigación, el primer cuerpo académico del Instituto Pedagógico estaba constituido por un chileno, Enrique Nercasseau y Morán, y por los profesores alemanes:
- Augusto Tafelmacher, profesor de matemáticas, egresó de la conocida Universidad de Gotinga, publicó más de veinte estudio en los Anales de de ciencias matemáticas y naturales de Leipzig y los Anales de la Universidad de Chile sobre matemáticas, métodos educativos y teorema de Fermat, hecho particularmente destacable ya que en estos años nadie había escrito sobre matemáticas en Chile.[27]
- Jorge Enrique Schneider (pedagogía, filosofía, lógica, metodología, moral y filosofía de las ciencias). Alemán que desde la adolescencia que manifestó su vocación. Estudió Filosofía y Zoología en la Universidad de Jena y luego Pedagogía en la Universidad de Leipzig. Conocido también por fundar el Liceo de Aplicación como una pequeña academia de jóvenes de clase media y alta y que era dependiente del Instituto Pedagógico.[28]
- Federico Albert Botánico, paleontólogo y ornitólogo, profesor de Ciencias naturales. Hijo de un comerciante de Lübeck. Se doctoró en la Universidad de Estrasburgo con una disertación llamada El arte métrica de commodiano. En 1883 recibió el título para ejercer docencia y ya en Chile fue un colaborador de los Anales de la Universidad de Chile.
- Hans Steffen (historia y geografía). El académico de menor edad en el grupo germano, y que sin embargo, según el barón de Richthroten, profesor en la Universidad de Berlín de joven Steffen, "en el arte de la enseñanza, era superior a sus pares que tenían largos años de experiencia".[29]
- Federico Hanssen (filología, gramática general, lingüística, latín, griego, francés, inglés, alemán, retórica e historia literaria).[30]
- Reinaldo Von Lilienthal (aritmética, álgebra, geometría, trigonometría y mecánica, quien estuvo unos meses en Chile y retornó a Alemania, donde se destacó como uno de los más grandes matemáticos de su época. Fue reemplazado por Augusto Tafelmacher, quien ejerció hasta 1907).
- Federico Johow, notable botánico, quien fue designado como primer director del Instituto Pedagógico (ciencias naturales, biología, zoología, botánica e higiene); sobrino de un jurisconsulto del mismo nombre que fue ministro en la Corte Suprema de Prusia. En 1880 recibió el título de doctor en Filosofía y en 1882 el de facultas docenti, es decir, la certificación para ejercer la docencia universitaria. Además fue asistente en el Instituto Botánico de la Universidad de Bonn, en 1883 fue comisionado por la Academia de Ciencias de Berlín para estudiar las Antillas y sectores de Venezuela. El profesor Johow había publicado y siguió publicando en Gaceta de Botánica de Leipzig, en los Anales de la Real Academia de Ciencias de Berlín y otras, incluyendo luego la Anales de la Universidad de Chile.[31]
- Rodolfo Lenz (gramática). Enseñó las "lenguas vivas", estudió casi todos los dialectos neolatinos, francés antiguo, moderno, provenzal, italiano, español, gótico, alemán antiguo y moderno, sajón antiguo, inglés, árabe, griego, ruso y latín.[32] Hoy en la actual UMCE existe material bibliográfico del siglo XIX y principios de siglo XX de autores originales en una biblioteca que lleva su nombre (Biblioteca Histórica del Instituto Pedagógico "Rodolfo Lenz).[33]
- Alfredo Beutell (química y mineralogía). doctor de filosofía en 1879 y facultas docenti en 1885, asistente del Laboratorio de Química de la Universidad de Breslau y del Instituto Universitario de Greifswald. Público importantes estudios sobre la composición química y las propiedades ópticas de los feldespatos, sobre la pipeta de precisión, sobre el soplete de agua, sobre la válvula espontánea de frascos, etc.[34]

| |
| Jorge Schneider, Doctor en Filosofía de la Universidad de Leipzig y egresado de Filosofía de la Universidad de Jena. Figura clave de la psicología experimental a nivel mundial. Profesor de Filosofía. |

| |
| Federico Albert Taupp, Botánico del Real Gimnasio de Dorotea en Berlín, profesor de Ciencias naturales. |

|                                                       |
| Hans Steffen, Geógrafo de la Universidad de Humboldt. |

| |
| Friedrich Hanssen, Filólogo de la Universidad de Leipzig, profesor de latín, lingüista y retórica. |

| |
| Friedrich Richard Adelbart Johow, botánico de la Universidad de Bonn, primer director del Pedagógico. |

|                                                                        |
| Rudolf Lenz Danziger, profesor de gramática de la Universidad de Bonn. |

#### Profesores europeos posteriores
La mayoría de los docentes que llegaron al antiguo Instituto Pedagógico, lo hicieron, en parte, por los conflictos bélicos europeos de inicios del siglo XX y la exhaustiva persecución antisemita. Sobre esto, la filósofa Carla Cordua recuerda su primer año universitario en la casona de la calle Ricardo Cumming de la siguiente forma:

Nosotros teníamos debido a la persecución racial nacionalsocialista en Europa, muchos profesores judíos muy destacados y famosos se vinieron a Hispanoamérica, muchos a la Argentina, otros llegaron hasta Chile, y en ese sentido, la desgracia de ellos fue la suerte nuestra, porque tuvimos unos profesores fabulosos, completamente excepcionales para el nivel general de los estudios universitarios chilenos. (...) estas personas eran completamente excepcionales, y habían sido correteados de Europa, particularmente en Alemania, pero también en otros países que hasta el día de hoy son antisemitas
Entrevista a Carla Cordua como parte del ciclo "Memoria y conocimientos" de la Vicerrectoría de Extensión de la Universidad de Chile (2011).

### Consolidación
Pese a la insistencia de Letelier en dejar el Pedagógico al alero de la Facultad de Filosofía y Humanidades de la Universidad de Chile, solo a fines de 1890 la casa de estudios acogió esta petición por orden del Consejo de Instrucción Pública. Hasta fines del siglo XIX los profesores habían sido formados muy precariamente en las Escuelas Normales de Chile. La dirección del Instituto fue entregada al alemán don Friedrich Richard Adelbart Johow y su primera generación de profesores egresó el año 1896.
El Pedagógico se transformó en centro en el que confluían poetas, literatos, científicos, políticos y trabajadores, siendo un importante foco cultural y social desde donde se desarrolló un espíritu crítico y se fomentó el arte, la cultura y la pedagogía.
Pablo Neruda, premio Nobel, que estudió Pedagogía en Francés en el Instituto Pedagógico de la Universidad de Chile describió su paso por el Pedagógico así:

Mis recuerdos recorren tiernamente la vieja escuela universitaria, el Pedagógico, en que conocí la amistad, el amor, el sentido de la lucha popular; es decir, el aprendizaje de la conciencia y de la vida. De aquella escuela y de mis alojamientos sucesivos de estudiante pobre salieron a las imprentas mis primeros libros…Aquellos amores gozosos, lancinantes y efímeros, todo esto condicionó mi existencia.

Sus labores docentes empezaron en una hermosa casona en la intersección de la Alameda con la actual calle Ricardo Cumming (antes llamada San Miguel) contando entre su primera generación de estudiantes a Enrique Molina Garmendia fundador y primer rector de la Universidad de Concepción, que declaró con gran cariño y nostalgia:

«En el Pedagógico aprendí a salir del marasmo en que me mantenían envuelto vicios contraídos en el liceo. Aprendí a trabajar, a estudiar y comencé a sentir el seguro resorte de una disciplina interior. Arraigó en mí la idea de que Chile necesitaba más profesores que abogados y educar se me presentó como una misión social. Fue la iniciación en la búsqueda de un sentido pleno de vida».
Enrique Molina Garmendia

#### Crecimiento y movimientos sociales de principios delsigloXX
La creación del Instituto Pedagógico aumentó la matrícula de la Universidad de Chile considerablemente. Un 15% de los matriculados (de un total 1056 para el año 1901) eran futuros profesores, el año 1900 hubo 210 matriculados y en 1917 la cifra aumentó a casi 600. Cabe destacar que de los 1098 alumnos albergaba el pedagógico en el año 1921, más de la mitad eran mujeres, transformándose en la primera instancia de ingreso femenino masivo a la universidad en el país. Este aumento también significó dificultades, ya que la antigua casona de Cumming con Alameda, que además albergaba a una pequeña cantidad de alumnos del Liceo de Aplicación, no daba abasto y las salas pronto se hicieron insuficientes. La falta de espacio era tal, que incluso el Peda, estando saturado, recibía esporádicamente a los alumnos de la Escuela de Farmacia y la Escuela Dental, pertenecientes a la Facultad de Medicina, quienes debían ocupar temporalmente algunas de sus salas.
A principios de los años 20 la política de Chile -y el mundo- se vería enfrentada a nuevas ideologías y movimientos que sobrepasarían por completos a los partidos políticos tradicionales. En este sentido, el movimiento estudiantil universitario tomó una mayor madurez para entender y tratar los temas que tensionaban la contingencia chilena, y que asomaban la posibilidad de que el socialismo o el fascismo llegasen al poder por primera vez en la historia nacional. Los alumnos por aquel entonces mostraban su disconformidad con el sistema político y social imperante y apoyaban con fuerza el movimiento obrero. La Federación de Estudiantes de la Universidad de Chile, que era relativamente nueva, estuvo compuesta principalmente por estudiantes del Instituto Pedagógico entre los que destacan Rudecindo Ortega, José Domingo Gómez Rojas, Pedro León Loyola, Pablo de Rokha, Juan Gómez Millas (quién terminaría decepcionado de la izquierda y el socialismo, años más tarde formaría el Partido Unión Nacionalista de Chile, de abierta tendencia fascista) y por sobre todo, Eugenio González Rojas, estudiante de filosofía que llegó a presidir la FECH entre los años 1922 y 1923 y fue ministro de educación de la República Socialista de Chile (este exalumno también fundó la Federación de Estudiantes Secundarios de Santiago durante su estancia en el Instituto Nacional General José Miguel Carrera). Años más tarde, González viaja a Venezuela a crear el Instituto Pedagógico de Caracas. Al volver es nombrado Director del Pedagógico y posteriormente Rector de la Universidad de Chile.

Otro deber, altamente significativo, que compete a la Universidad, es el de tomar como suyos los problemas de nuestro pueblo y proponer soluciones trascendentes. La Universidad es una institución nacional, es un órgano del estado. Por lo mismo, debe estar al margen de política partidista, de las disensiones ideológicas y confesionales; pero por su condición de entidad moral, no puede estar al margen de los imperativos de la justicia que impulsan, el progreso social. La justicia es, en el alma y en la ciudad de los hombres, armonía lograda: el ideal de inmarcesible vigencia que propuso la sabiduría antigua. Es la conformación de nuestro ser por la eficacia de valores dignificantes y es, en la sociedad, el orden espontáneo que resulta del trabajo solidario.
Eugenio González al asumir la rectoría (después de su paso como Director del Instituto Pedagógico).

Su compañero Pedro León Loyola, también egresado de filosofía y activo dirigente de la Federación de Estudiantes, compartía su visión respecto al rol que debían tener académicos y alumnos frente a los cambios sociales que observaba el mundo entero, y pese a la admiración que le inspiraba la figura de rectitud y conciencia intachable de Claudio Matte, en ese entonces rector de la Chile, le parecía que el trato que este tenía con los alumnos era "impropia para un hombre de este siglo".

#### Instituciones bajo el alero del Instituto Pedagógico

##### Liceo de Aplicación (1893)

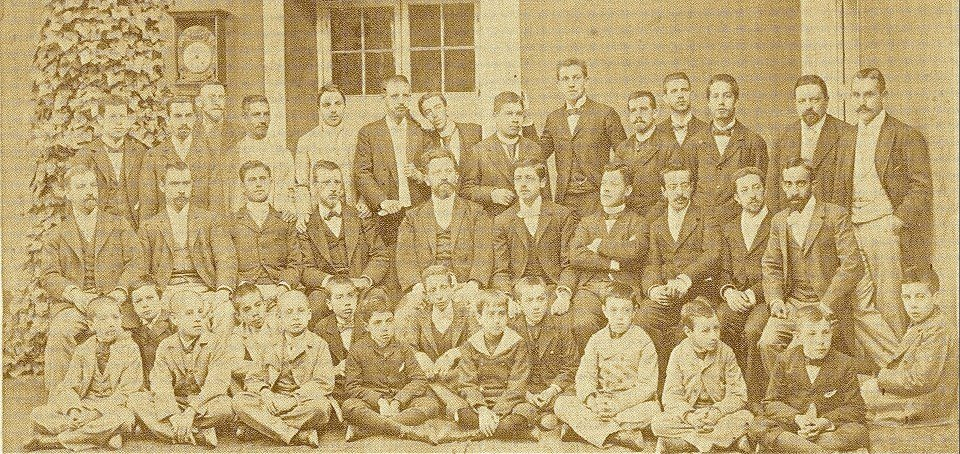
Primeros estudiantes del Liceo de Aplicación, y sus primeros profesores, en el centro de la fotografía está Jorge Enrique Schneider, profesor alemán que llegó a Chile para formar parte del primer cuerpo académico de la universidad.

El ministro de instrucción pública del gobierno de Jorge Montt, Joaquín Rodríguez Rosas, dictó el decreto supremo N.º 1554 creando el Liceo de Aplicación, anexo al Instituto Pedagógico, el cual comenzó a funcionar el 28 de marzo de 1892, con el objetivo de dar un espacio a los nuevos profesores para hacer práctica de sus habilidades con un selecto grupo de alumnos de la clase media y alta santiaguina:

"(...) cuyas plazas vacantes disputan cada año centenares de padres de familia"
Valentín Letelier, El Instituto Pedagógico

El primer rector de este establecimiento anexado fue el profesor alemán de filología, filosofía y pedagogía (egresado de laUniversidad de Jena y Leipzig), don Jorge Enrique Schneider, que había instalado la idea del Liceo de Aplicación en un informe entregado el 10 de octubre de 1890 al Consejo de Profesores de Chile con el apoyo del director del Instituto Pedagógico, el también alemán, Friedrich Richard Adelbart Johow.
Las primeras clases del liceo fueron hechas en un pequeño salón ubicado en la calle Manuel Rodríguez, y tenía la particularidad de que enseñaban asignaturas no impartidas en el pedagógico como la gimnasia, canto y dibujo hasta que el éxito del proyecto aumentó la matrícula inicial de un par de decenas a más 100 de alumnos por año obligó a comprar una instalación pegada a la casona de la casona de Cumming. El estar tan cerca de la casa central del Instituto Pedagógico mejoró aún más su calidad educativa y prestigio, posicionándolo al nivel de colegios capitalinos tan prestigiosos como el Instituto Nacional General José Miguel Carrera o el Colegio de los Sagrados Corazones de Santiago.

##### Primer laboratorio de psicología universitario en Chile (1909-1917)

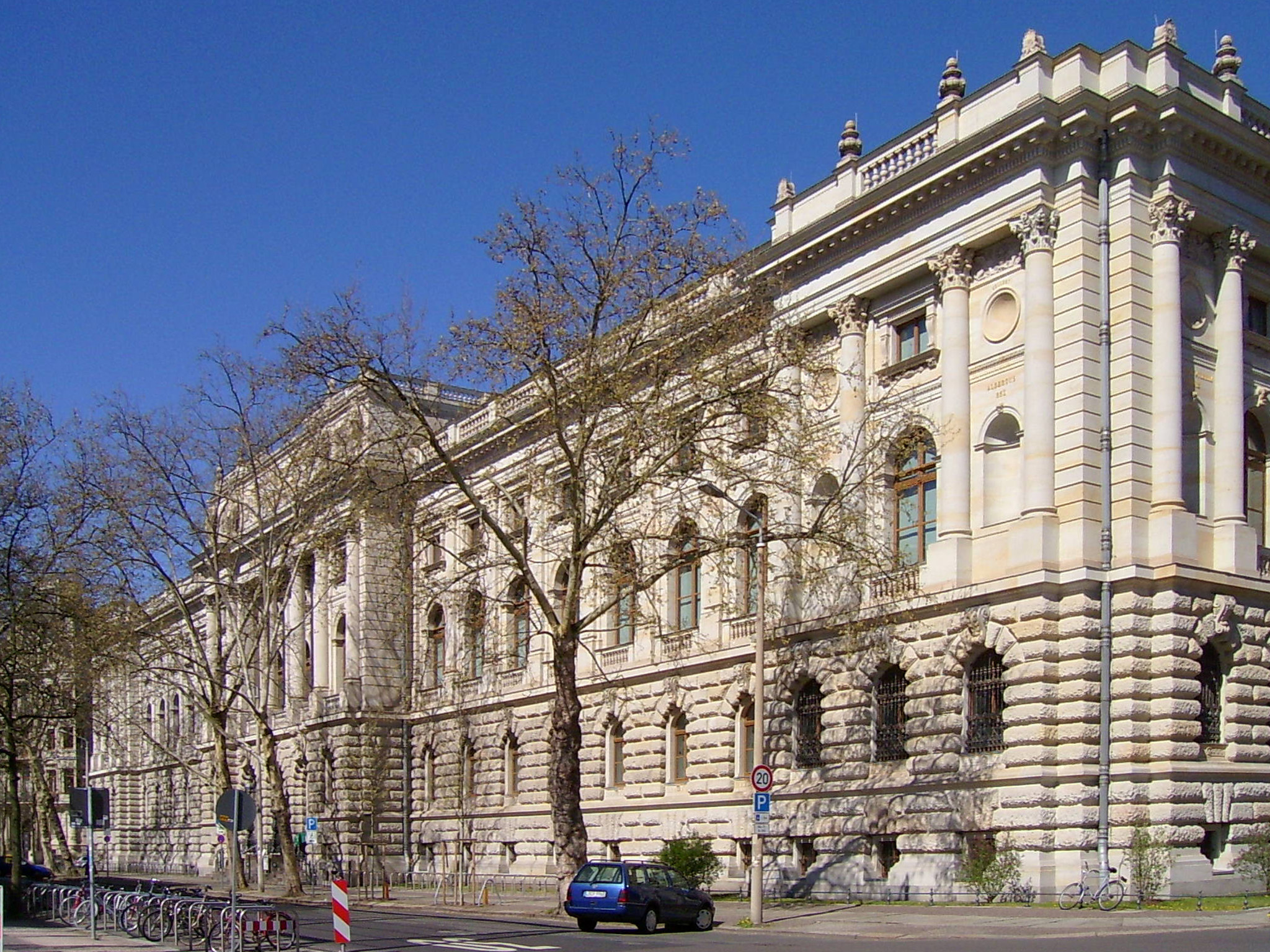
La Universidad de Leipzig fue la primera en crear un laboratorio experimental de psicología e inspiró a los profesores Mann y Schneider a crear el primer símil universitario en Chile en el Instituto Pedagógico orientados por el mismo Wilhelm Wundt.

Con el siglo XX se inició la Psicología Experimental en Chile. Esta tuvo un magnífico auge gracias a los profesores Guillermo Mann y Jorge Schneider quienes crearon el Laboratorio de Psicología Experimental, que inauguró el movimiento experimental en el país. Si bien, ya desde 1889 ambos profesores impartían ramos de psicología, recién en 1908 Mann fue designado para comprar en Europa modernos instrumentales y material bibliográfico, estableciendo de manera sólida el laboratorio que apuntaba a tener las características que Wilhelm Wundt usó en el suyo en la Universidad de Leipzig. Este sería el primer laboratorio de psicología en una institución universitaria chilena y el mismo Wundt habría orientado a los dos profesores para la selección de los instrumentos. Si bien la mayoría de los instrumentos venían de Leipzig, también había una considerable cantidad de material comprado en Berlín, París y Milán.
A pesar del buen desempeño que tuvo esta iniciativa, la falta de financiamiento estatal (dejó de ser subsidiado en 1917) significó su cierre temprano.
Hoy, parte del laboratorio sobrevive en el Departamento de Psicología de la actual Facultad de Ciencias Sociales de la Universidad de Chile. Sobre estos Guillermo Mann declaró en un informe al Rector Valentín Letelier:

El oficio de los instrumentos destinados de la investigación psicológica no puede ser otro que el de fijar de una exacta y mesurable las condiciones físicas relaciones con los procesos psicológicos que se trata estudiar (...) Podemos distinguir entre los métodos del experimento psicológico las categorías: primero, métodos de estimulación. Segundo, métodos de medición del tiempo de los procesos psíquicos. Tercero, métodos de determinación de las expresiones o manifestaciones de estos procesos. Y cuarto, métodos de medida de fenómenos físicos, relacionado con los hechos psíquicos de manera indirecta.
Guillermo Mann

El laboratorio de Mann fue reabierto por Luis Alfredo Tirapegui Leiva, psicólogo de la Universidad de Columbia, quien quiso promover los avances de la psicología experimental en la misma línea de su predecesor, el ámbito de la educación y las iniciativas pedagógicas como la adaptación de la escala Binet-Terman al contexto chileno.
Esta reapertura incentivo a otras universidades a crear sus propias versiones del Laboratorio del Pedagógico, como fue el Laboratorio de Psicotecnia de la Universidad de Concepción, cuyo material era similar al original. También nació un laboratorio en la Pontificia Universidad Católica de Chile y la Escuela Normal de Copiapó con las cuales hubo varios enfrentamientos intelectuales en que chocaban las posturas liberales y conservadoras de unos y otros.
Se reestructuraron los programas de filosofía, se publicaron nuevos textos escolares y se utilizaron novedosas prácticas docentes como la utilización de tests de medición, tales como los de Binet y Simon.

### Expansión a nivel nacional (1934-1973)

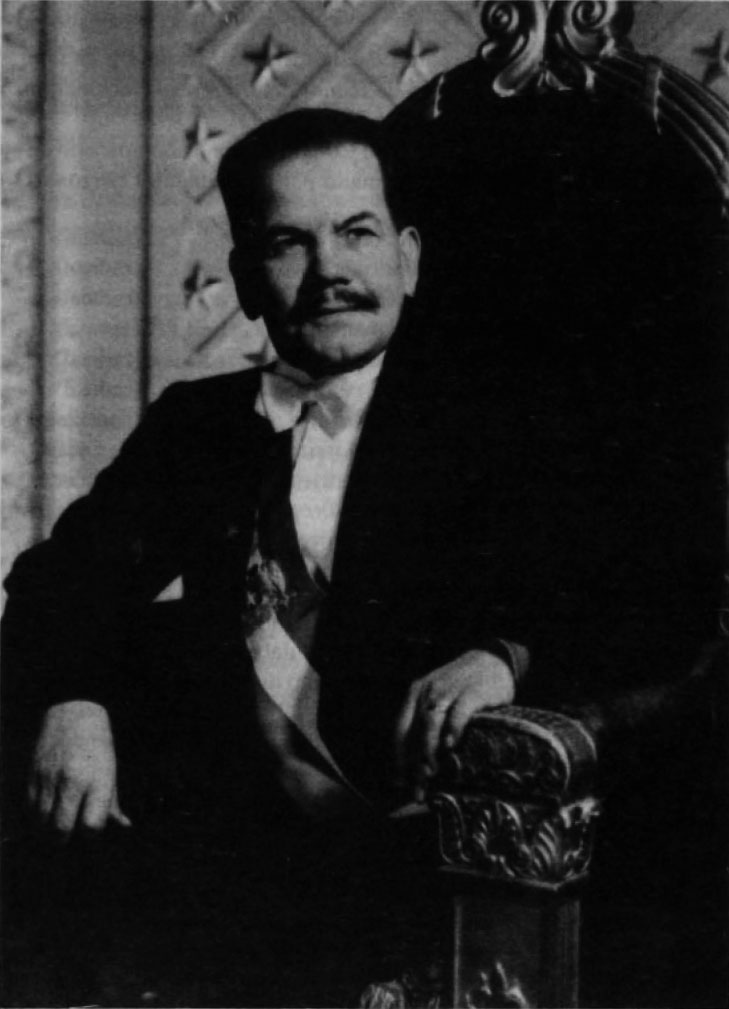
Pedro Aguirre Cerda, Presidente de Chile, estudiante y egresado de Filosofía y Castellano en el Pedagógico. Profesor de Filosofía en Instituto Nacional y el Liceo Manuel Barros Borgoño. Su lema de campaña fue «Gobernar es Educar».

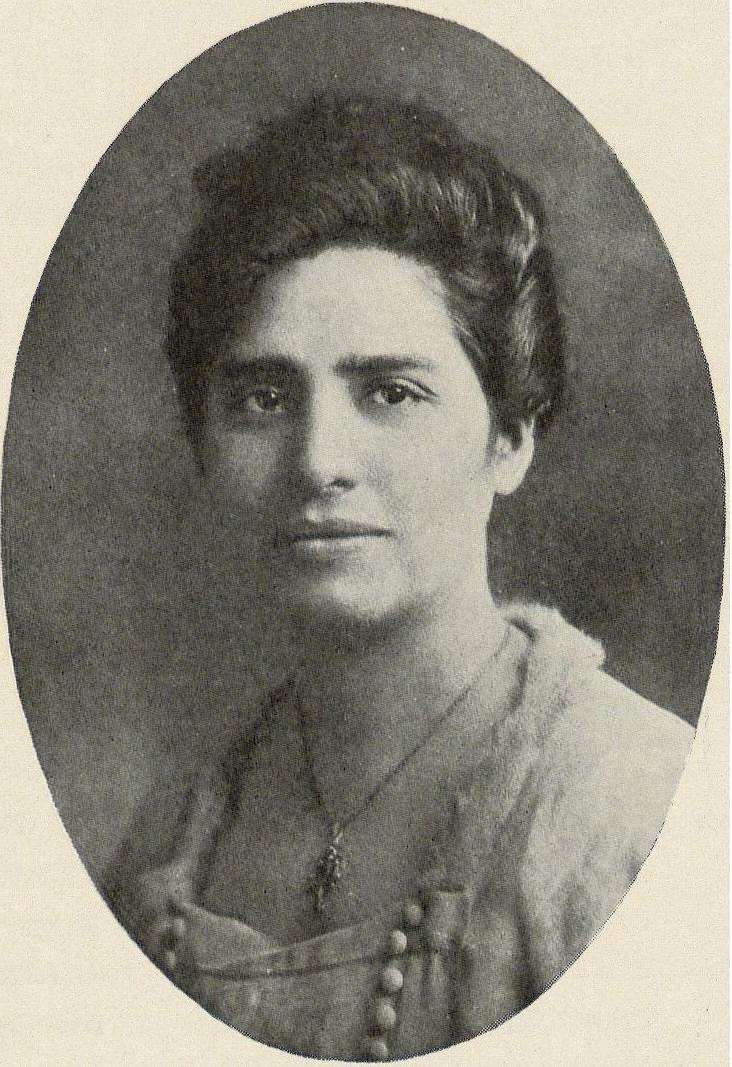
Amanda Labarca, exalumna y profesora del Instituto Pedagógico, fundadora del Liceo Experimental Manuel de Salas, que luego ella misma anexaría a la universidad en el año 1942.

#### Campus Av. Alessandri (Campus Macul)
Pronto las salas de la antigua casona del centro de Santiago se hicieron estrechas y se vio la necesidad de buscar un lugar más acogedor y amplio para el desarrollo de las actividades docentes y de investigación. Cuenta la leyenda que Juan Gómez Millas a la sazón rector de la Universidad de Chile descubrió en uno de sus paseos matinales en bicicleta un hermoso parque franqueado por extensos prados y frondosos árboles en la actual comuna de Macul los cuales le maravillaron y entusiasmaron, pronto el infatigable educador imaginó y proyectó una ciudad universitaria donde las distintas actividades del Pedagógico podrían desarrollarse sin límites.
La realidad es que en el año 1949, el rector Juvenal Hernández, firma un contrato de arrendamiento con la Sociedad Constructora de Establecimientos Educacionales, adquiriendo así el Campus Macul ubicado en la Avenida Alessandri, Ñuñoa, y que disponía de ocho hectáreas que reemplazarían las dos pequeñas sedes que disponía en Santiago. Todo esto mientras Juan Gómez Millas era el decano de la Facultad de Filosofía de Educación de la Universidad de Chile. La propiedad adquirida es la sede central del Pedagógico actual (Universidad Metropolitana de Ciencias de la Educación), y el lugar donde concentra la mayor parte de su patrimonio histórico, mayoritariamente libros del siglo XIX, muebles y archivos históricos.
Durante esta rectoría el Instituto Pedagógico tendría, por reglamento, una importancia mayor, la labor de formación docente se intensificó como nunca, formando ahora profesores con capacidades administrativas en lo relativo a la educación. En 1934 se fijaron once departamentos (biología, filología románica y clásica, filología germánica, matemática, filosofía, física, geografía, historia y sociología, psicología y química) destinados a la investigación, y Hernández, dispuso una gran cantidad de instrumentos y laboratorios de primera calidad para el óptimo desempeño del nuevo campus en Ñuñoa.

#### Anexión del Liceo Experimental Manuel de Salas
En diciembre de 1942 se anexa un nuevo experimento pedagógico, el Liceo Manuel de Salas, un colegio creado como una especie de fábrica de profesores por la exalumna de historia y castellano y profesora de la misma universidad, Amanda Labarca. El colegio fue entregado al Pedagógico por la falta de resultados como institución independiente, y pasó en poco tiempo, a ser unos de los liceos más importantes del país, siendo a menudo consultado por el Ministerio de Educación cuando requería respaldo técnico. Además el hecho de fusionarse a la universidad, mejoró de manera significativa su presupuesto y calidad docente, de la que, hasta el día de hoy, quedan algunos rastros.
Años más tarde (2002), y ante una fuerte crisis que sufriría el Pedagógico, el Liceo Manuel de Salas sería entregado a la Universidad de Chile.

#### Instituto Pedagógico de Valparaíso
Mientras el Pedagógico crecía y ganaba prestigio, se hizo indispensable expandir su manto educador hacia otras regiones del país. En abril de 1948 empezó en funcionamiento el Instituto Pedagógico de la Universidad de Chile en Valparaíso. Fue ubicado en los cerros de Playa Ancha en una inmejorable localización donde convivía la vida universitaria junto al bullicioso puerto.
Tres carreras dieron inicio al programa: Pedagogía en Castellano, en Francés e Inglés. El primer director fue Oscar Guzmán Escobar, quien desde un comienzo privilegió el estudio de las letras y de la filosofía, pronto se sumaría el creciente cultivo de otras ciencias como las Ciencias del Lenguaje, la Historia, e idiomas como el inglés, el francés, el alemán e incluso el japonés. Posteriormente y con la consolidación del Pedagógico de Valparaíso, se empezaría a enseñar filosofía y periodismo.
La Universidad de Chile dotó a esta sede de destacados académicos, entre los que destacan Héctor Castillo, Ricardo Benavides y el profesor Cedomil Goic, junto a destacados profesores de la región como Juan Montedónico, Carlos Pantoja Gómez y Félix Morales Pettorino. La actual Escuela de Derecho de la Universidad de Valparaíso fue el lugar en donde se impartieron las clases hasta que la dictadura militar fragmento la universidad en otras nuevas a lo largo del país.

### "Fin" del Instituto Pedagógico (1969-1981)

#### Facultad de Educación
El día 26 de diciembre de 1969 el presidente Eduardo Frei Montalva decreta que las pedagogías pasan a la Facultad de Educación de la Universidad de Chile, perdiendo el nombre y la estructura organizacional inicial del Pedagógico, además de esto, se agregan nuevas carreras al campus de Ñuñoa en el año 1972, entre las que se encontraban psicología, bibliotecología, periodismo, sociología y otras.

#### Primeras horas
La sede oriente de la Universidad de Chile era conocida como la "sede roja" por la fuerte politización que existía. En palabras de Bernardo Subercaseaux "el espectro político de profesores y alumnos abarcaba todas las variedades de la izquierda tradicional y la no tradicional ; las autoridades elegidas de la Sede pertenecían fundamentalmente a los Partidos Comunista y Socialista, no había prácticamente derecha, la derecha era la Democracia Cristiana” Como recuerda María Eugenia Horvitz, "esa era la más grande de la Universidad, solo esta sede tenía 15 mil alumnos y en ella estaban, entre otras, las facultades de Ciencias Sociales, Filosofía, Ciencias, Periodismo y el Instituto Pedagógico"

El 11 de septiembre de 1973, durante las primeras horas del Golpe de Estado, cientos de efectivos militares se apostaron fuera de los campus y facultades más politizadas, como por ejemplo, el Pedagógico  (En esa época campus Oriente de la Universidad de Chile). Este  fue rodeado por efectivos militares del regimiento Telecomunicaciones. Tanquetas y metralletas acompañaban a estos efectivos. Ante estos hechos y las noticias del bombardeo a la Moneda, la comunidad universitaria se marchó para evitar una masacre, ya que intentar una resistencia era evidentemente inútil.  No hubo enfrentamientos.
"Resolvimos quedarnos unos ahí, tomar el pedagógico en la medida de lo posible. Pero a eso de las tres o cuatro de la tarde estábamos rodeados por tanques de la FACH y además había francotiradores en edificios cercanos. Ante esa situación decidimos salir, hacia las cinco de la tarde. No hubo disparos, ni detenidos ese día, que yo recuerde. Nos deshicimos de todo lo que hubiéramos podido tener que fuera problemático para nuestra seguridad, pero en realidad no teníamos nada. ¡Si hubiéramos tenido siquiera una bomba molotov...!!!, pero éramos solo nosotros, un grupo de doscientas personas entre estudiantes y profesores, y decidimos irnos"
Recuerda Jaime Insunza, presidente del centro de alumnos del pedagógico.

#### Represión, Intervención y Depuración
El nuevo régimen desde el día uno se enfocó a intervenir las universidades, entre ellas, el Pedagógico. A partir de este día, la represión se ejerció sobre la comunidad universitaria, varios profesores, estudiantes y funcionarios fueron detenidos, asesinados o desaparecidos. Muchos más fueron expulsados. A los meses después, más del 50% del personal académico y buena parte de sus funcionarios y alumnos fueron víctimas directas o indirectas de este proceso de purga. La Universidad fue cerrada y abierta no antes de abril de 1974.
Con el fin de intervenir las universidades, se dictaron diversos decretos leyes que modificaron profundamente la institucionalidad universitaria. El primero, el DL 50, se promulgó el 1 de octubre de 1973 y estableció que las universidades chilenas estarían gobernadas por rectores-delegados designados directamente por la Junta Militar, "con el fin de "restaurar “la chilenidad, la justicia y la institucionalidad quebrantadas".
Menos de un mes más tarde de promulgado el DL 50, el 29 de octubre se promulgó el Decreto Ley 111, que entregaba al rector-delegado todas las funciones y atribuciones que la normativa interna de la Universidad de Chile había depositado en Claustros Universitarios, autoridades colegiadas y unipersonales y jefaturas de servicios. Junto con entregarle poderes absolutos al rector-delegado, se proscribieron todas las organizaciones estudiantiles y el rector-delegado tenía la facultad de ejercer “sobre los estudiantes universitarios amplia potestad disciplinaria, incluyendo las de aplicar sanciones de amonestamiento, suspensión, cancelación de matrícula y expulsión"
Concretada así la intervención en la universidad, comenzó el proceso de depuración, que implicaba la expulsión o la sanción a cualquier miembro de la comunidad universitaria militante de partidos políticos de izquierda o, incluso, simpatizante del gobierno de la Unidad Popular. Durante los primeros meses posteriores al golpe de Estado, buena parte de los profesores y estudiantes militantes de izquierda fueron expulsados a través de decretos de la Rectoría, gracias al poder otorgado al rector-delegado por los DL anteriores.
Además en los años siguientes instalarían campos de detención y tortura cercanos al Pedagógico (en especial hacia el recinto conocido como Venda Sexy ubicado en calle Irán con Los Plátanos y el de José Domingo Cañas en Ñuñoa) desde donde los detenidos eran trasladados. El informe Rettig mostró que el Pedagógico tuvo 42 alumnos que fueron asesinados por el militares y carabineros durante la dictadura militar de Chile.

#### Resistencia
Por el año 1978 se creó la Comisión Coordinadora del Pedagógico la Agrupación Cultura Universidad que formó una resistencia clandestina que iba desde talleres culturales y teatro hasta marchas, barricadas y tomas que le dieron a la actual UMCE un sello único que se mantiene hasta el día de hoy. 

### "Reapertura" del Pedagógico como la Academia Superior de Ciencias Pedagógicas de Santiago, ASCP (1981-1985)
El 17 de febrero de 1981, durante la dictadura militar, se promulgó el DFL N.º 7, que separó al Instituto Pedagógico de la Universidad de Chile en Santiago, transformándolo en la Academia Superior de Ciencias Pedagógicas de Santiago (ASCP), el cual fue publicado en el Diario Oficial de 24 de febrero del mismo año. Después de casi un siglo, el prestigioso Pedagógico de la Universidad de Chile se veía transformado en una institución sin rango universitario, lejos de lo que había alcanzado bajo la tuición de la Casa de Bello.
En 1985, la junta de gobierno decidió transformar a la ASCP de Santiago en la Universidad Metropolitana de Ciencias de la Educación (UMCE), mediante la Ley N.º. 18433 de 1985, estructura que no ha sufrido cambios hasta hoy, tanto en su organización como su administración.

### Creación de la Universidad Metropolitana de Ciencias de la Educación (1985-presente)

#### La UMCE en dictadura (1985-1990)
La separación de la Universidad de Chile tuvo funestas consecuencias para el ex-Pedagógico: sufrió importantes mermas económicas originadas de la disminución de los aportes estatales y la mala administración. Desde 1981 la universidad, al igual que las demás instituciones de Educación Superior, se han visto en la obligación de autofinanciarse y por ende terminar con la educación gratuita imperante hasta la década de los años 80.
Con todo, la Dictadura Militar se vio obligada que restituir el estatus universitario del Pedagógico, creando de forma inconsulta y enigmática, la «Universidad Metropolitana de Ciencias de la Educación», por Ley  N.° 18.433, de 23 de agosto de 1985, declarándola sucesora legal de las entidades precedentes, es decir, del Instituto Pedagógico y de la Academia Superior.
Sus rectores durante el régimen dictatorial fueron Álvaro Arriagada (1985-1986); el dr. Héctor Herrera Cajas (1986-1989); dr. Alejandro Guzmán (1989); y Ariel Leporati (1989-1990).

##### Estudiantes desaparecidos y ejecutados durante la Dictadura (1973-1989)
Durante la dictadura cívico-militar, según el informe Rettig, hubo 42 estudiantes del Instituto Pedagógico, en ese entonces perteneciente a la Universidad de Chile, que fueron detenidos(as) y asesinados(as) por los organismos de inteligencia del régimen de Augusto Pinochet, tales como la DINA y posteriormente la CNI. La mayor parte de estos estudiantes eran militantes de partidos y organizaciones políticas de izquierda, principalmente del Movimiento de Izquierda Revolucionaria (MIR). 
Pedagogía en Francés: 
- Gabriela Edelweiss Arredondo Andrade, detenida desaparecida, 32 años, militante del MIR, detenida el día 19 de noviembre de 1974.

Pedagogía en Inglés: 
- Álvaro Miguel Barrios Duque, detenido desaparecido, 26 años, militante del MIR, detenido el día 15 de agosto de 1974.

Pedagogía en Música: 
- María Isabel Beltrán Yáñez, detenida desaparecida, 21 años, militante del MIR, detenida el día 18 de diciembre de 1973.
- Luis Enrique Elgueta Diaz, detenido desaparecido, 22 años, militante del MIR, detenido el 27 de julio de 1976.

Filosofía: 
- Agustín Reyes González, detenido desaparecido, 23 años, militante del MIR, detenido el día 27 de mayo de 1974.
- Jorge Enrique Espinoza Méndez, detenido desaparecido, 24 años, militante del MIR, detenido el día 18 de junio de 1974.
- Alfonso Chanfreau Oyarce, detenido desaparecido, 23 años, dirigente estudiantil y militante del MIR, detenido el 30 de julio de 1974.
- Luis Hernán Núñez Rojas, detenido desaparecido, 24 años, militante del MIR, detenido el 26 de mayo de 1976.
- Rodrigo Alejandro Medina Hernández, detenido desaparecido, 18 años, detenido el 27 de mayo de 1976.
- Ernesto Guillermo Salamanca Morales, detenido desaparecido, 20 años, militante del Partido Comunista, Dirigente Juvenil de la CUT (Central Única de Trabajadores), detenido el  24 de enero de 1974.
- Sergio Arturo Flores Ponce, detenido desaparecido, 23 de años,  militante de la Liga Comunista de Chile, detenido el 24 de julio de 1974
- Juan Alberto Leiva Vargas, detenido desaparecido, 33 años, secretario político del MAPU, detenido el 14 de septiembre de 1973.

Pedagogía:
- Mireya de Lourdes Pérez Vargas, ejecutada política, 21 años, militante del MIR asesinada el 24 de febrero de 1976.
- Luis Hernán Núñez Rojas, detenido desaparecido, 24 años, militante del MIR, detenido el 26 de mayo de 1976.
- Carlos Leonardo Ibarra Echeverría, ejecutado político, 21 años, militante del Partido Socialista, asesinado el 8 de octubre de 1973.
- Carlos Eduardo Lagos Salinas, ejecutado político, 20 años, asesinado el 16 de septiembre de 1973.

Historia:
- Miguel Ángel Acuña Castillo, detenido desaparecido, 19 años, militante del MIR, detenido el 8 de julio de 1974.
- Héctor Marcial Garay Hermosilla, detenido desaparecido, 19 años, militante del MIR, detenido el 8 de julio de 1974.
- Claudio Gabriel Rodríguez Muñoz, ejecutado político, 22 años, militante del MIR, asesinado el 30 de septiembre de 1974.
- Claudio Guillermo Silva Peralta, detenido desaparecido, 23 años, militante del MIR, detenido el 26 de noviembre de 1974
- Félix de la Jara Goyeneche, detenido desaparecido, 24 años, militante del MIR, detenido el 27 de noviembre de 1974.
- María Cristina López Stewart, detenida desaparecida, 21 años, militante del MIR, detenida el 23 de septiembre de 1974.
- Eduardo Antonio Vergara Toledo, ejecutado político, 20 años, militante del MIR, asesinado el 29 de marzo de 1985.
- Herbit Guillermo Ríos Soto, detenido desaparecido, 24 años, militante del MIR,  desaparecido el 3 de enero de 1975.
- Sergio Alfredo Pérez Molina, detenido desaparecido, 31 años, militante del MIR, detenido el 22 de septiembre de 1974.
- Carlos Eduardo Guerrero Gutiérrez, detenido desaparecido, 20 años, militante del MIR, detenido el 31 de diciembre de 1974.
- Jécar Antonio Nehgme Cristi, ejecutado político, 28 años, vocero público, militante y dirigente del MIR, asesinado el 4 de septiembre de 1989.

Sociología:
- Carlos Salcedo Morales, detenido desaparecido, 21 años, militante del MIR, detenido el 16 de agosto de 1974.
- Mauricio Jorquera Encina, detenido desaparecido, 19 años, militante del MIR y jefe del Grupo Político Militar (GPM), detenido el 5 de agosto de 1974.
- Eduardo Humberto Ziede Gómez, detenido desaparecido, 27 años, militante del MIR, detenido el 15 de junio de 1974.
- Lumi Videla Moya, ejecutada política, 26 años, dirigente del MIR, asesinada el 3 de noviembre de 1974.
- Luis Oscar Valenzuela Leiva, detenido desaparecido, 20 años, militante del MIR-FER, detenido el 10 de enero de 1975.
- Claudio Francisco Thauby Pacheco, detenido desaparecido, 24 años, miembro del Comité Central del Partido Socialista, detenido el 31 de diciembre de 1974.
- Washington Cid Urrutia, detenido desaparecido, 24 años, militante del MIR, detenido el 8 de diciembre de 1974.
- Iván Renato Pérez Vargas, ejecutado político, 21 años, militante del MIR, asesinado el 24 de febrero de 1976.
- Aldo Gonzalo Pérez Vargas, detenido desaparecido, 23 años, militante del MIR, detenido el 29 de septiembre de 1974.

Biología: 
- Patricia Nilda Peña Solari, detenida desaparecida, 23 años, militante del MIR, detenida el 10 de diciembre de 1974.
- Luis Fernando Fuentes Riquelme, detenido desaparecido, 23 años, militante del MIR, detenido el 20 de septiembre de 1974.
- Juan José Montiglio Murua, detenido desaparecido, 24 años, militante del Partido Socialista, miembro de la Guardia Presidencial, detenido el 11 de septiembre de 1973.

Periodismo: 
- Jaime Aldoney Vargas, ejecutado político, 30 años, militante del Partido Socialista, asesinado entre el 12 y el 26 de septiembre de 1973.
- Luis Eduardo Duran Rivas, detenido desaparecido, 29 años, militante del MAPU, detenido el 14 de septiembre de 1974.

Psicología: 
- Raul Guillermo Cornejo Campos, detenido desaparecido, 28 años, militante del MIR, detenido el 16 de junio de 1976.

##### Rectorado de Héctor Herrera Cajas (1986-1989)
Mientras que Álvaro Arriagada renunció rápidamente debido a la presión estudiantil, el rector Héctor Herrera Cajas tuvo una presencia más notoria y polémica.
De acuerdo a una nota correspondiente a la edición N.°159 de la Revista Análisis que dio pábulo a estudiantes izquierdistas entonces opositores, su mandato debió enfrentar la presunta polémica de incurrir en prácticas discriminatorias hacia el ingreso y permanencia de alumnos. De acuerdo a los testimonios, sus restricciones indirectas se basaron en medidas como la exigencia de una matrícula anual de $15.000. Este monto hacía prácticamente inaccesible la entrada de una buena cantidad de estudiantes a la institución. Asimismo, fue criticado por aplicar una prueba adicional de Castellano cuyo resultado se ponderaba de manera extra a la rendida en la Prueba de Aptitud Académica. Igualmente, fue promotor de un test de valoración moral y psíquica que al decir Alejandro Millán, presidente del Centro de Estudiantes de Artes Plásticas, se cercioraba de "revisar los antecedentes políticos de los estudiantes". Luis Rubilar Solís, académico actual de la UMCE, lo describió como un "represor por excelencia".
En materia presupuestaria, otra cuestionada medida suya fue el cierre de la Escuela de Filosofía, unidad académica que dejó de percibir estudiantes desde el año en que la UMCE vio el estreno de Herrera como máxima autoridad. A lo anterior, se suman confusos casos de exoneraciones que involucraban hablar en actos públicos. Esta situación habría afectado directamente no solo a dirigentes estudiantiles sino también académicos y funcionarios. A juicio de sus detractores, las razones financieras esgrimidas por su rectorado no resultan convincentes teniendo en cuenta el superávit presupuestario de 1985 ($700 millones) que alcanzó para construir dos casinos nuevos. El 25 de abril de 1989, Herrera Cajas presentó su renuncia al cargo conforme a lo dispuesto por el DFL N.° 341. El mismo año fue aceptado como miembro de pleno derecho de la Academia Chilena de la Historia.
Alejandro Guzmán Brito recuerda que los conflictos con estudiantes del Pedagógico fueron bastante agresivos. Muchos académicos temían que los dirigentes estudiantiles, que solían rodear al rector, se abalanzaran sobre él. Herrera Cajas, según testimonio del profesor Guzmán, siempre mantenía una postura rígida y un rostro severísimo, causando gran impresión en sus temerosos colegas.
Una de sus obras más importantes fue la creación del Centro de Estudios Clásicos de la Universidad Metropolitana de Ciencias de la Educación en 1986, que rápidamente deja a cargo de la profesora italiana Giuseppina Grammatico Amari.

#### La UMCE en democracia (1990-actualidad)
Pese a las condiciones de deterioro que la universidad ha sufrido desde los años 90, su tradición y prestigio asociados al mítico Instituto Pedagógico sigue vigente. Para Luis Rubilar, exalumno del pedagógico, "entre sus integrantes de ayer y hoy, se objetiva la continuidad de la cosecha obtenida a través de la centenaria siembra y cultivo de valores".

##### Ley de Retorno a la Universidad de Chile (2001)
Después de una crisis de más de tres meses la ministra de Educación, Mariana Aylwin, informó a la prensa el 8 de septiembre de 2001 que la UMCE sería traspasada a la Universidad de Chile, a la cual había pertenecido, por casi cien años, hasta 1981.
El periódico El Mercurio de ese día señalaba:

A raíz del estado de ingobernabilidad total de la Universidad Metropolitana de Ciencias de la Educación (Umce), agravado por el conflicto estudiantil de más de tres meses sin visos de solución, el Gobierno anunció el traspaso de ese plantel pedagógico a la Universidad de Chile. La medida implica el envío de un proyecto de ley con suma urgencia al Congreso muy posiblemente el lunes o martes próximos, según dio a conocer la propia al dar cuenta de los hechos.
Mariana Aylwin

Contó con la aprobación de la comunidad de la Casa de Bello, y su entonces rector, Luis Riveros, manifestó que: 

Aquí se pone a prueba nuestro liderazgo y sabemos que fuimos llamados a reponer la profesión pedagógica al nivel académico que nunca debió perder
Las Últimas Noticias, 12 sept.

La medida ampliamente apoyada (en un 95%) por los estudiantes de la UMCE no prosperó, ya que fue resistida por el anterior rector Raúl Navarro —que dejó su cargo el 2009—, pero además fue rechazada en el Congreso Nacional después de la negación de los parlamentarios UDI y RN y a numerosos académicos de la Universidad de Chile, quienes señalaban que había que depurar a la UMCE para no recibir un lastre administrativo y financiero. A esta oposición hay que agregar al estudiantado de la Universidad de Chile que rechazó de forma mayoritaria esta incorporación.

##### Pérdida del Liceo Experimental Manuel de Salas (2002)
Desde su creación en 1942, el Liceo Experimental Manuel de Salas (LEMS) siempre había estado a cargo del Instituto Pedagógico, y en consecuencia, al ser la UMCE sucesora legal desde este, debió administarlo hasta 2002, año en que fue traspasado a la Universidad de Chile sin consulta alguna ni compensación.

##### Anexión del Liceo Experimental Polivalente Mercedes Marín del Solar (2007)
El Liceo Experimental Polivalente Mercedes Marín del Solar, es heredero del Liceo N.º 3 de Niñas “Mercedes Marín del Solar” fue fundado el 19 de abril de 1899 según Decreto 894, durante el gobierno de don Federico Errázuriz Echaurren. En 1983, se incorporan en su matrícula varones en séptimo año básico, y en los años siguientes, a los demás cursos. El Liceo, por el proceso de municipalización a fines de la década del 1980, fue trasladado a la Comuna de Ñuñoa. Luego, con la creación de la Comuna de Macul, pasa a depender de la Corporación Municipal de Desarrollo Social de Macul.
En la actualidad y desde el año 2008, el Liceo forma parte de la Universidad Metropolitana de Ciencias de la Educación, de acuerdo a la Resolución Exenta N.° 8579, del 02/11/07 del Ministerio de Educación, siendo en parte, una suerte de retribución por la inconsulta pérdida del Liceo Experimental Manuel de Salas en 2002. El Liceo es entonces un establecimiento Particular Subvencionado, impartiendo en Educación Media la modalidad Científico Humanista y Técnico Profesional, con la especialidad de Administración.

En la base del proyecto educativo del Liceo, se encuentran aquellos principios y objetivos que sustentan el quehacer de la Universidad Metropolitana de Ciencias de la Educación. Es así como la reflexividad, humanidad, verdad, libertad, excelencia y solidaridad, son los pilares que sustentan este ideal. Y como una proyección de la acción académica emprendida por la UMCE, el Liceo es una forma de materialización de aquella voluntad declarada en su Plan Estratégico vigente hasta el 2011: “transformar su quehacer pedagógico en un eje dinámico de producción y gestión del conocimiento que le es propio”. Para llevar a cabo este objetivo, la UMCE tiene la responsabilidad de poner sus mejores esfuerzos para hacer del Liceo A-5 una institución ejemplar. En este sentido, es responsabilidad del Rector de la UMCE, en su calidad de Representante Legal del Sostenedor, nombrar a las autoridades unipersonales del Liceo, y recurrir, si así lo considera, a todos los órganos colegiados de la casa de estudios superiores para una mejor conducción de las políticas educacionales para con el Liceo. Asimismo, es su deber crear y gestionar los espacios para la implementación de todas aquellas políticas educativas que tiendan a alcanzar un nivel de excelencia, tanto en el nivel: académico –docente y/o estudiantil—, como administrativo.
Proyecto Educacional 2012-2013, Liceo 5 - Mercedes Marin del Solar

## Organización

### Administración

#### Rectores (1984-actualidad)
| Rector/a                   | Período          |
| -------------------------- | ---------------- |
| Dr. (c) Álvaro Arriagada   | 1985-1986        |
| Dr. Héctor Herrera Cajas   | 1986-1989        |
| Dr. Alejandro Guzmán Brito | 1989             |
| Ariel Leporati             | 1989-1990        |
| Dr. Alejandro Ormeño       | 1990-1994        |
| Dr. Jesús González         | 1994-2000        |
| Raúl Navarro               | 2001-2009        |
| Jaime Espinosa Araya       | 2009-2021        |
| Dra. Elisa Araya           | 2021 al presente |

### Campus
La UMCE cuenta con dos campus:
- Campus Macul, ubicado en Av. José Pedro Alessandri #774, Ñuñoa (sede central de la Universidad).
- Campus Joaquín Cabezas, ubicado en Doctor Luis Bisquert #2765, Ñuñoa

## Facultades y Departamentos
| Facultad                                 | Departamento                          | Carrera |
| ---------------------------------------- | ------------------------------------- | --- |
| Facultad de Historia, Geografía y Letras | Departamento de Alemán                | - Alemán |
| Facultad de Historia, Geografía y Letras | Departamento de Inglés                | - Inglés - Magíster en Idioma Inglés |
| Facultad de Historia, Geografía y Letras | Departamento de Castellano            | - Castellano - Magíster en Lengua y Literatura |
| Facultad de Historia, Geografía y Letras | Departamento de Francés               | - Francés |
| Facultad de Historia, Geografía y Letras | Departamento de Historia              | - Historia - Geografía |
| Facultad de Historia, Geografía y Letras | Centro de Estudios Clásicos           | - Filología Griega - Filología Latina - Magíster en Lengua Griega y Latina - Magíster en Cultura Greco-Romana |
| Facultad de Filosofía y Educación        | Departamento de Filosofía             | - Filosofía |
| Facultad de Filosofía y Educación        | Departamento de Educación Básica      | - Educación Básica |
| Facultad de Filosofía y Educación        | Departamento de Educación Diferencial | - Educación Diferencial Especialidad Problemas del Aprendizaje - Educación Diferencial Especialidad Problemas de Audición y Lenguaje - Educación Diferencial Especialidad Problemas de la Visión - Educación Diferencial Especialidad Retardo Mental - Magíster en Educación Diferencial |
| Facultad de Filosofía y Educación        | Departamento de Educación Parvularia  | - Educación Parvularia |
| Facultad de Filosofía y Educación        | Departamento de Formación Pedagógica  | - Magíster en Educación c/m en Evaluación Educacional - Magíster en Educación c/m en Gestión Educacional - Magíster en Educación c/m en Currículum Educacional - Magíster en Educación c/m en Pedagogía y Gestión Universitaria - Doctorado en Educación                                 |
| Facultad de Ciencias Básicas             | Departamento de Matemática            | - Matemática |
| Facultad de Ciencias Básicas             | Departamento de Biología              | - Biología |
| Facultad de Ciencias Básicas             | Departamento de Química               | - Química |
| Facultad de Ciencias Básicas             | Departamento de Física                | - Física |
| Facultad de Ciencias Básicas             | Instituto de Entomología              | - Magíster en Ciencias mención en Entomología |
| Facultad de Artes y Educación Física     | Departamento de Kinesiología          | - Kinesiología - Magíster en Kinesiología |
| Facultad de Artes y Educación Física     | Departamento de Educación Física      | - Educación Física (varones) - Educación Física (damas) |
| Facultad de Artes y Educación Física     | Departamento de Música                | - Licenciatura en Música y Dirección de Agrupaciones Musicales Instrumentales - Pedagogía en Música |
| Facultad de Artes y Educación Física     | Departamento de Arte                  | - Arte |

### Centros de Estudios de la Universidad de Chile en la UMCE
La Universidad Metropolitana de Ciencias de la Educación alberga dos instituciones pertenecientes la Facultad de Filosofía y Humanidades de la Universidad de Chile en su Campus Macul:
- Centro de Estudios Griegos, Bizantinos y Neohelénicos de la Universidad de Chile
- Centro de Estudios Árabes de la Universidad de Chile

### Centro de Estudios Clásicos de la Universidad Metropolitana de Ciencias de la Educación
Además de los dos centros de estudios de la Universidad de Chile que residen en la UMCE, la universidad posee uno propio que colabora estrechamente con ellos y otros dedicados al estudio de Grecia y que pertenece a la Facultad de Historia, Geografía y Letras.
- Centro de Estudios Clásicos Giuseppina Grammatico Amari

## Federación de Estudiantes Pedagógico
Si bien el Pedagógico, sobre todo desde la irrupción de la dictadura militar, siempre ha tenido una fuerte influencia en las movilizaciones estudiantiles, su organización estudiantil dependía de la FECH. Solo en el año 1997 se creó la primera Federación de Estudiantes del Pedagógico (FEP) encabezada por un colectivo de izquierda (bajo la presidencia de Miguel Caro R.), llamado Estudiantes por una Nueva Universidad (ENU), organización que encabezó la FEP por tres períodos consecutivos. Luego, tras un largo periodo sin organización, esta se retomó en 2011.

### Presidentes
| Período       | Partido | Presidente         | Carrera                            |
| ------------- | --- | ------------------ | ---------------------------------- |
| 1997          | Colectivo ENU | Miguel Caro R.     | Pedagogía en Historia y Geografía  |
| 1998          | Colectivo ENU | Hernán González G. | Pedagogía en Artes Visuales        |
| 1999          | Colectivo ENU | Marcelo Pizarro R. | Pedagogía en Castellano            |
| 2011          | Juventudes Comunistas | Camila Donato      | Pedagogía en Educación Parvularia  |
| 2012          | Crear | Yoxcy Campos       | Pedagogía de Educación Diferencial |
| 2013          | Colectivo La Kiltro | Amparo Lobos       | Pedagogía en Educación Diferencial |
| 2014          | Partido Comunista Chileno (Acción Proletaria) Movimiento de Izquierda Revolucionaria Juventud Rebelde Miguel Enríquez Movimiento Universitario de Izquierda                                                    | Félix Calderón     | Pedagogía en Historia              |
| 2015          | Colectivo La Kiltro | Daniel Aranguiz    | Pedagogía en Educación Básica      |
| 2016          | Partido Comunista Chileno (Acción Proletaria) Movimiento de Izquierda Revolucionaria Juventud Rebelde Miguel Enríquez Movimiento Universitario de Izquierda Frente de Estudiantes Libertarios Unión Patriótica | Carlos Astudillo   | Pedagogía en Filosofía             |
| 2017          | Juventudes Comunistas Movimiento Autonomista | Diego Andrés Cádiz | Pedagogía en Matemáticas           |
| 2018          | - | Sin federación     | -                                  |
| 2019          | - | Sin federación     | -                                  |
| 2020          | - | Sin federación     | -                                  |
| 2021          | - | Sin federación     | -                                  |
| 2022-presente | - |                    | -                                  |

## Egresados destacados
| |
| Pedro Aguirre Cerda, Presidente de la República de Chile entre 1938 y 1941. Egresado de Filosofía en el Instituto Pedagógico. |

|                                                                                                   |
| Pablo Neruda, Premio Nobel de Literatura en 1971. Egresado de Francés en el Instituto Pedagógico. |

| |
| Nicanor Parra, Premio Miguel de Cervantes en 2011. Egresado de Física y Matemáticas en el Instituto Pedagógico. |

|                                                                                        |
| Claudia Barattini, Ministra de Cultura entre 2014 y 2015. Estudió Historia en la UMCE. |

| |
| Claudia Pascual, Senadora de la República de Chile desde 2022 y Ministra de la Mujer y la Equidad de Género entre 2014 y 2018. Estudió Historia en la UMCE. |

| |
| Alexandra Benado, Ministra del Deporte de Chile entre 2022 y 2023. Egresada de Educación Física en la UMCE. |

|                                                                                                  |
| Bárbara Figueroa, Embajadora de Chile en Argentina desde 2022. Egresada de Filosofía en la UMCE. |

| |
| María Isabel Díaz, Subsecretaria de Educación Parvularia de Chile entre 2015-2018 y en 2022; Ph.D. en Educación. Egresada de Magíster en Educación en la UMCE. |

|                                                                                    |
| Rafael Gumucio, escritor e intelectual chileno. Egresado de Castellano en la UMCE. |

| |
| Denisse Malebrán, compositora, música y cantante chilena, conocida por ser vocalista del grupo Saiko y por su carrera solista. Estudió Música en la UMCE. |

### Filosofía
- Pedro Aguirre Cerda, egresado de Filosofía. (Presidente de Chile 1938-1941 )
- Eugenio González Rojas, egresado de Filosofía. (Ministro de Educación 1932)
- Pedro León Loyola, egresado de Filosofía y académico del Pedagógico.
- Nibaldo Bahamonde. Licenciado en Filosofía con mención en Ciencias Biológicas y Químicas. Jefe de la Sección de Hidrobiología del Museo Nacional de Historia Natural de Chile entre 1950 y 1982(PNC 1996).
- Saúl Schkolnik, licenciado en filosofía y escritor de cuentos para niños.
- Jorge Millas, filósofo y académico.
- Tomás Moulian, exestudiante de Filosofía (sin completar), sociólogo y académico.[74] (PNHCS 2015)
- Carla Cordua, egresada de Filosofía. (PNHCS 2011)
- Francisco Varela, estudiante de Filosofía, conocido porintroducir el concepto de autopoiesis en la biología, y por cofundar el Mind and Life Institute, institución encargada de promover el diálogo entre la ciencia y el budismo.
- Humberto Giannini, egresado de Filosofía. (PNHCS 1999)
- Antonio Skármeta, egresado de Filosofía. (PNL 2014)
- Mario Góngora, egresado de Filosofía con mención en Historia. (PNH 1976)
- Bárbara Figueroa, egresada de Filosofía.

### Inglés
- Tancredo Pinochet, fue un político e intelectual chileno, periodista autodidacta, académico y autor de crónicas, ensayos, cuentos y novelas. Fundador del Partido Nacionalista.
- Irma Salas Silva. Fue la primera chilena en obtener un doctorado en Educación, obtenido en la Universidad de Columbia, en 1930.

### Francés
- Pablo Neruda, egresado de Pedagogía en Francés. (Premio Nobel de Literatura 1971 )
- Romeo Murga, poeta y traductor chileno, compañero de Pablo Neruda.
- Darío Salas Díaz, educador y masón chileno. Esposo de Irma Salas Silva, también exestudiante del Pedagógico.
- Alejandro Venegas, egresado de francés, intelectual nacionalista y miembro de la generación del centenario.

### Matemáticas
- Nicanor Parra, egresado de Matemáticas y Física. (PNL 1969) (Premio Cervantes 2011 )
- Francisco Melivilu, primer parlamentario mapuche de la República Chilena.

### Literatura y Castellano
- Samuel Lillo, egresado de castellano en 1905. (PNL 1947)
- Roberto Ampuero, estudiante de Literatura y Antropología Social sin egresar. (Ministra de Cultura 2013-2014) (Ministro de Relaciones Exteriores 2018-2019)
- David Rosenmann-Taub, profesor de Castellano, músico, poeta y artista chileno. (PMLS 1952)
- Bélgica Castro, actriz más longeva de Chile. PNA 1995).
- Ernesto Livacic Gazzano, egresado de Castellano.
- Mariano Latorre, egresado de Castellano.
- Efraín Barquero, poeta chileno egresado de castellano. (PNL 2008)
- Ariel Dorfman, egresado de Literatura.
- José Ángel Cuevas, poeta de la Generación del 70. Ingresó a la Escuela de Derecho de la Universidad de Chile, pero allí "se sintió incómodo" por "el ambiente burgués y pituco",[75] así es que se cambió al Instituto Pedagógico.
- María Antonieta Saa, exalcaldesa, diputada y Consejera Regional del PPD.
- Manuel Silva Acevedo, poeta chileno de la llamada generación literaria de 1960 o generación dispersa. (PNL 2016)
- José Domingo Gómez Rojas, escritor anarquista.
- Maori Pérez
- Esther Matte Alessandri, poeta chilena perteneciente a la Familia Alessandri.
- Juan Claudio Burgos Droguett, dramaturgo.
- Claudia López, militante anarquista asesinada en 1998.
- Jorge Edison Cabello Terán, egresado (UMCE) de castellano. Director de Educación Continua y Vinculación con el Medio del INAF.[76]

### Historia

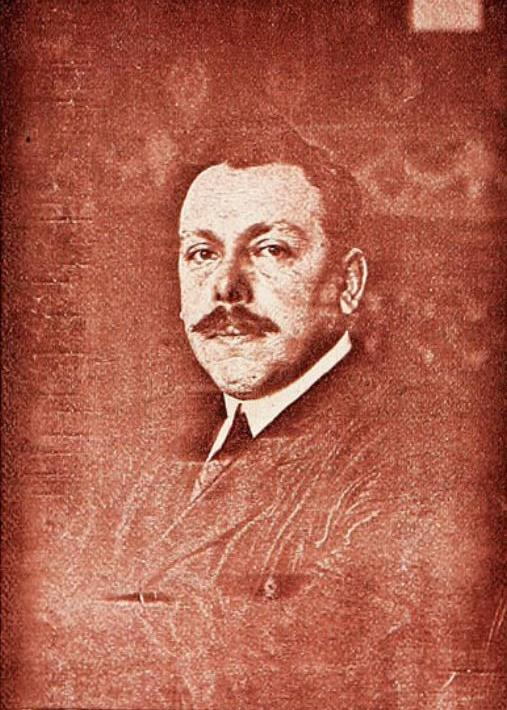
Luis Galdames Galdames, egresado de historia, intelectual nacionalista y miembro de la generación del centenario.

- Héctor Herrera Cajas, historiador clásico. Fue alumno y profesor del Instituto Pedagógico y posteriormente rector de la Universidad Metropolitana de Ciencias de la Educación (período 1986-9).
- Carlos Monge Alfaro, egresado de historia, académico costarricense y rector de la Universidad de Costa Rica (1961-70).
- Enrique Molina Garmendia, rector de la Universidad de Concepción y (Ministro de Educación 1947-1948).
- Mariano Picón Salas, diplomático venezolano. Premio Nacional de Literatura de Venezuela 1954
- Néstor Meza, egresado de Pedagogía en Historia. (PNH 1980)
- Juan Floreal Recabarren, exalcalde y diputado de Antofagasta, egresado de Historia.
- Eugenio Pereira Salas, egresado de Historia y Geografía. (PNH 1974)
- Sergio Villalobos, egresado de Historia y Educación Cívica. (PNH 1992)
- Álvaro Jara, egresado de Historia. (PNH 1980)
- Héctor Herrera Cajas, director del Instituto de Historia de la Pontificia Universidad Católica de Valparaíso
- Gabriel Salazar, egresado de Historia. (PNH 2006)
- Rudecindo Ortega Mason, egresado de Historia. (Ministro de Educación 1938-1940).
- Jorge Teillier, egresado de historia, poeta chileno de la llamada generación literaria de 1950,1 creador y exponente de la poesía lárica
- Guillermo Izquierdo, egresado de Historia, profesor de la Universidad de París, Universidad de Buenos Aires y Universidad de La Plata. Fundador del partido fascista Movimiento Nacionalista de Chile.
- Juan Gómez Millas, egresado de Historia y fundador del Partido Unión Nacionalista de Chile (Ministro de Educación 1953 y 1964-1968) y exrector de la Universidad de Chile.
- Luis Galdames Galdames, político, abogado e historiador. Participó en la fundación del Partido Nacionalista.
- Amanda Labarca, escritora femnista, académica y fundadora del Liceo Experimental Manuel de Salas.
- Alberto Gamboa, periodista egresado de Historia y Ed. Cívica. (PNP 2017)
- Francisco Vidal Salinas, egresado de Historia. (Ministro de Defensa 2009-2010) (Ministro del Interior 2005-2006) (Ministro secretario general 2003-2005 y 2007-2009).
- Eduardo Vergara Toledo, exestudiante de historia en la UMCE,[77] asesinado en la dictadura militar de Chile.
- Claudia Barattini, exestudiante de Historia. (Ministra de Cultura 2014-2015)
- Leonardo León, historiador y académico chileno.
- Luis Mesina,[78] coordinador de No+AFP.[79]
- Fabián González Calderón, egresado de Pedagogía en Historia de la UMCE, actual decano de la Facultad de Pedagogía de la Universidad Academia de Humanismo Cristiano.

### Sociología
- Isabel Allende Bussi, estudiante del sociología, expresidenta del Senado de Chile, la Cámara de Diputados de Chile y el Partido Socialista de Chile. Actual senadora por la Circunscripción 6, Región de Valparaíso. Hija del expresidente Salvador Allende Gossens.
- Fernando Villegas, analista político y escritor. Estudiante hasta 1975, sin egresar.
- Pedro Godoy Perrín, egresado de sociología. Intelectual nacionalista y director del Centro de Estudios Chilenos.

### Educación Física
- Igor Saavedra Valenzuela
- Alexis Nahuelquén, exhalterófilo de la categoría -56kg, primer lugar en los VI Juegos Sudamericanos (1998) de Ecuador y doble medalla de oro en el Panamericanano Juvenil de México (1999).
- Jorge Vargas González, exalcalde de Pichilemu y actual Consejero Regional de O'Higgins por Provincia Cardenal Caro.
- Jorge Pellicer,[80] es un entrenador y exfutbolista chileno. Como jugador, ocupaba la posición de mediocampista y desarrolló la mayor parte de su carrera en Audax Italiano. Posee en su haber como técnico, 3 títulos de primera división y una Copa Chile.
- Marisa Traverso, vicedecano de la Facultad de Ciencias de la Educación de la Universidad San Sebastián.
- Alexandra Benado, activista, exfutbolista, exdirectora técnica y actual Ministra del Deporte. Junto a Marco Antonio Ávila se transformó en la primera Ministra de Estado LGBTI de Chile

### Música
- Tata Barahona, es un cantautor, trovador y luthier. Egresado de Pedagogía en Música.
- Manuel Huerta (músico), músico chileno, egresado de la UMCE, de los autores y compositores más destacados en la historia de la trova en Chile .[81]
- Alexis Venegas, músico chileno egresado de la UMCE, ganador del Premio Altazor y del XLV Festival Internacional de la Canción de Viña del Mar.[82]
- Denisse Malebrán, cantautora, vocalista de la banda Saiko
- Jorge Mercado Pino, músico y compositor chileno.
- César Jara, es músico, integrante del grupo Inti-Illimani Nuevo.
- Yorka Pastenes, estudió la carrera de pedagogía en música, parte del dúo Yorka, junto a su hermana Daniela.

### Psicología
- Pepe Auth, estudiante de Psicología sin egresar. Diputado de la República desde el año 2008, ex embajador de Chile en Suecia y presidente del Partido por la Democracia entre los años 2008 y 2009.

### Educación
- Dra. María Isabel Díaz, cursó un magíster en Educación en la UMCE. La presidenta Michelle Bachelet la nombró como la primera subsecretaria de educación parvularia.
- Lucía Pinochet, licenciada en Educación, exconcejal por la comuna de Vitacura e hija del general Augusto Pinochet Ugarte.
- Dra. Ana Olga Arellano, decano de la Facultad de Educación de la Universidad Bernardo O'Higgins.
- Jaime Veas, egresado del magíster en Gestión Educacional, actual decano de la Facultad de Ciencias de la Educación de la Universidad Central.
- Daniel Frassinetti, licenciado en Educación, investigador chileno, Curador Emérito del Área de Paleontología del Museo Nacional de Historia Natural de Chile.

## Doctoreshonoris causa
- Rodolfo Oroz (1989)
- Nicanor Parra (2001)
- Héctor Croxatto (2002)
- Viola Soto Guzmán (2006)
- Óscar Hahn (2014)
- Gabriela Mistral (2015)

## Símbolos

### Himno
- Música: Cirilo Vila Catro.
- Texto: Fidel Sepúlveda Llanos.

Estribillo
Visionarios, formando conciencias,
crearemos un mundo mejor
colmaremos de vida la patria
con las Ciencias de la Educación.
Visionarios, formando conciencias,
crearemos un mundo mejor.
Visionarios, formando conciencias,
crearemos un mundo mejor.
I
Nuestras letras nos den pan de vida,
nuestras ciencias nos pongan de pie,
nuestras artes al mundo emergente
lo fecunden de audacia y de fe.
II
Nos confían su altura las cumbres,
su nobleza el arcano metal,
su esperanza ciudades y campos,
sus bullentes promesas el mar.
su esperanza ciudades y campos,
sus bullentes promesas el mar.
Estribillo
Visionarios, formando conciencias,
crearemos un mundo mejor.
Visionarios, formando conciencias,
crearemos un mundo mejor.

### Escudos
|                                                                          |
| 1889 - 1973, Escudo del Instituto Pedagógico de la Universidad de Chile. |

|                                                                                        |
| 1985 - 2000 Primer escudo de la Universidad Metropolitana de Ciencias de la Educación. |

|                                |
| 2001 - 2020 Escudo hasta 2020. |

|                               |
| Isologo con eslogan UMCE 2022 |